# Faustino de Bréscia
Faustino (em latim: Faustinus) foi bispo de Bréscia a partir de c. 360 sucedendo a São Ursicino. Sua festa é celebrada em 16 de fevereiro. Tradições lendárias contam que ele era um descendente de Santos Faustino e Jovita e que ele compilou os "Atos" destes dois mártires, os padroeiros de Bréscia.